# Celyphohomoneura nigrifacies
Celyphohomoneura nigrifacies är en tvåvingeart som beskrevs av Papp och Kim 1996. Celyphohomoneura nigrifacies ingår i släktet Celyphohomoneura och familjen lövflugor. Inga underarter finns listade i Catalogue of Life.